# Казанская церковь (Брыньково)
Церковь Иконы Божией Матери Казанская в Брынько́во (Казанская церковь) — православный храм Рузского благочиния Московской епархии, расположенный в деревне Брыньково Рузского района Московской области.

## История
В селе Брыньково деревянная церковь Георгия Победоносца существовала издревна, но была уничтожена в Смутное время.
В 1628 году владелец села Лев Иванович Долматов-Карпов возобновил церковь, простоявшую до 1826 года и разобранную за ветхостью.
Современное каменное здание церкви Казанской иконы Божией Матери с приделом святителя Николая было построено в 1701 году.
В 1850 году построены апсида, трапезная и колокольня, позже в трапезной были устроены два престола: правый — Николая Чудотворца (освящен 4 июля 1865 года) и левый — Георгия Победоносца, освящённый 27 августа 1867 года.
В церкви находилась местночтимая икона Божией Матери «Нечаянная Радость».
В советское время храм был закрыт и частично разрушен.
От периода оккупации 1941—1942 годов сохранилась немецкая кинохроника, где запечатлено внутренне убранство церкви и её внешний вид.
Вновь открыт в 1988 году, богослужения возобновлены в 2001 году.
В настоящее время в храме проводятся противоаварийные работы. В 2006 году в храм подведено электричество. Проведён ремонт церковного дома. Службы совершаются преимущественно в летнее время.